# A Few Moments with Eddie Cantor
A Few Moments with Eddie Cantor ist ein Musik-Kurzfilm mit dem Sänger und Entertainer Eddie Cantor, der am 15. April 1923 veröffentlicht wurde.

## Hintergrund
A Few Moments with Eddie Cantor, Star of 'Kid Boots'  (so der vollständige Titel des Films) wurde von Lee De Forest im Rahmen seiner frühen Experimente mit dem neuen Medium Tonfilm in den frühen 1920er-Jahren produziert und hatte 1923 Premiere. In dem Kurzfilm von knapp sieben Minuten Länge tritt der Sänger Eddie Cantor auf. Die De Forest Phonofilm filmte mit einem nach Ansicht von Al Rose rein filmwissenschaftlichen Interesse den Sänger auf der Bühne in einer einzigen Einstellung bei fester Kameraposition, in der er Stand-up-Comedy und zwei Songs vorstellte, „The Dumber They Are, the Better I Like 'Em“ und „Oh, Gee, Georgie!“ (von Jack Meskill, William Raskin und Al Sherman).
Der Film entstand im Studio von Lee De Forest in Manhattan, kurz bevor Cantor in der Broadway-Komödie Kid Boots, einer Produktion von Florence Ziegfeld spielte. Zu dieser Zeit produzierte De Forests Firma weitere Musik-Tonfilme mit den Sängern Abbie Mitchell (Songs of Yesterday 1922), George Jessel, Molly Picon, den Vaudeville-Künstlern Eva Puck und Sammy White sowie mit den Songwritern Noble Sissle und Eubie Blake (Noble Sissle and Eubie Blake Sing Snappy Songs 1925)
Der Cantor-Film ist Bestandteil der Maurice Zouary Collection in der Library of Congress. 2004 wurde er in der DVD-Box More Treasures from American Film Archives, 1894-1931 von der National Film Preservation Foundation wiederveröffentlicht.